# 스타 짱가 Z 마징가 V 슈퍼 베타맨
스타 짱가 Z 마징가 V 슈퍼 베타맨(Star Zzanga Z Mazinga V Super Betaman)은 한국에서 제작된 김영한 감독의 1990년 영화이다. 김형곤 등이 주연으로 출연하였고 안봉식 등이 제작에 참여하였다.

## 출연

### 주연
- 김형곤 ... 짱가 (둥둥) 역
- 이진수 ... 강철 역
- 이희구 ... 제비 역

### 조연
- 손상숙 ... 캣츠 역
- 곽성호 ... 왕눈 역
- 민들레 ... 깡순 역
- 전유성 ... 코 박사 역
- 김원태 ... 코브라 역

## 제작진
- 조명: 한희창
- 조감독: 진성원
- 조감독: 나용일
- 소품: 김보한
- 무술감독: 한룡